# Pedro Cosida
Pedro Cosida, también como Pietro Cussida, Pietro Cuside o Pedro Cossida (Zaragoza, siglo XVI - Roma, octubre de 1622) fue un diplomático y representante comercial español al servicio de Felipe III y su sucesor, Felipe IV. Fue un coleccionista de arte y mecenas, conocido por su patrocinio de artistas caravaggisti, incluidos José de Ribera y Dirck van Baburen.

## Biografía
Originario de Zaragoza, Cosida se encontraba en Roma por lo menos desde 1596, cuando es cliente habitual del banco Herrera y Costa. Se sabe que tuvo una esposa, Julia Martínez, de quien tuvo dos hijos, Gianfrancesco (o Giovan Francesco) y Luigi, que se convirtió en fraile carmelita. En 1602 trabajaba como diplomático al servicio de Felipe III (reinado entre 1598-1621) y luego Felipe IV (reinado entre 1621-1665). Uno de sus deberes era la obtención de obras de arte para sus majestades.
Pedro Cosida falleció en Roma en octubre de 1622. Había obtenido una notable colección de pinturas, que dejó junto con su palacio en la Via del Corso a Gianfrancesco, que falleció el 23 de agosto de 1623 y dejó la colección a su hija, Laura Cussida (1622-1692), menor de edad. El tutor de Laura, Nicolò Gavotti, finalmente heredó las pinturas y el palacio familiar.

## Colección de arte
Fue a través del patrocinio de Cosida que Dirck van Baburen pintó el Entierro, Cristo en el Huerto de Getsemaní y el Cristo en el Camino del Calvario para la Capilla de la Piedad de la iglesia de San Pietro in Montorio. Van Baburen compartió el encargo (ca. 1617) con David de Haen, que ahora se cree que hizo las lunetas en la capilla. De Haen fue invitado al palacio Cosida en la Via del Corso en 1621.
Entre 1615 y 1616, encargó a José de Ribera que pintara alegorías de los Cinco Sentidos, un encargo que Ribera probablemente completó en Nápoles.
Fue el descubrimiento del inventario del 8 de marzo de 1624 de Gianfrancesco Cussida (Archivio Storico Capitolino, Roma), hijo de Cosida, lo que dio lugar a la atribución de las obras a Ribera que antes se pensaba que eran del Maestro del Juicio de Salomón.

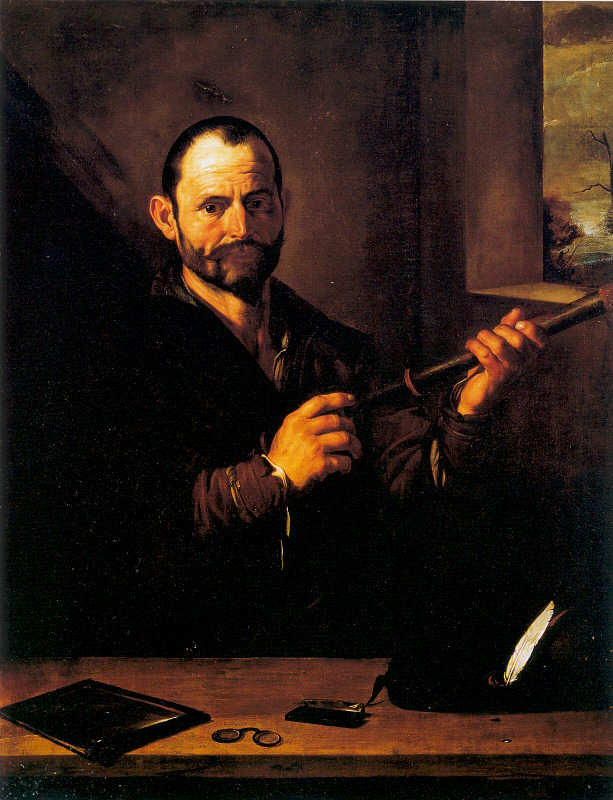
Jusepe de Ribera, Alegoría de la vista (1615/16), óleo sobre lienzo, Museo Franz Mayer, Ciudad de México, México
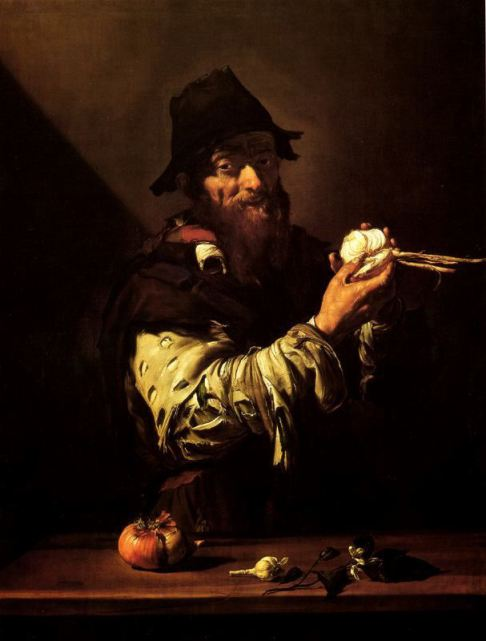
Jusepe de Ribera, Alegoría del olfato (1615/16), óleo sobre lienzo, 115 x 88 cm, Colección Juan Abelló, Madrid
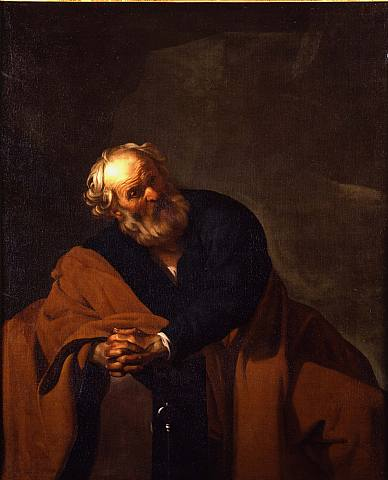
Dirck van Baburen, San Pedro, óleo sobre lienzo, 165 x 137 cm, incluido en el inventario de 1624.